# Stadtschlaining
Stadtschlaining (ungarisch Városszalónak, von ungarisch város ‚Stadt‘; kroatisch Solunak) ist eine Stadtgemeinde mit 2050 Einwohnern (Stand 1. Jänner 2025) im Bezirk Oberwart im Burgenland in Österreich.

## Geografie
Die Stadt liegt im Südburgenland am westlichen Abfall des Günser Gebirges. 

### Gemeindegliederung
Das Gemeindegebiet umfasst folgende fünf Ortschaften (in Klammern Einwohnerzahl Stand 1. Jänner 2025):
- Altschlaining (289)
- Drumling (224)
- Goberling (401)
- Neumarkt im Tauchental (382)
- Stadtschlaining (754)

Die Gemeinde besteht aus den Katastralgemeinden Altschlaining, Drumling, Goberling, Neumarkt im Tauchental und Stadtschlaining.
| Deutscher Ortsname     | Ungarischer Ortsname      | Kroatischer Ortsname | Ortsname in Romani |
| ---------------------- | ------------------------- | -------------------- | ------------------ |
| Altschlaining          | Ószalónak                 | Stari Solunak        | -                  |
| Drumling               | Drumoly                   | -                    | -                  |
| Goberling              | Góborfalva (alt Kapornok) | -                    | Goblina            |
| Neumarkt im Tauchental | Kethely, Felsökethely     | Ketelj               | -                  |
| Stadtschlaining        | Városszalónak             | Solunak              | -                  |

### Nachbargemeinden
| Mariasdorf                  | Bernstein, Unterkohlstätten                 | Unterkohlstätten    |
| Bad Tatzmannsdorf, Oberwart | Kompassrose, die auf Nachbargemeinden zeigt | Weiden bei Rechnitz |
| Unterwart                   | Rotenturm an der Pinka                      | Großpetersdorf      |

## Geschichte
Die im 12./13. Jahrhundert erbaute Burg Schlaining lag an einer strategisch wichtigen nord-südlich verlaufenden Mautstraße. Sie wurde im Jahre 1441 von Kaiser Friedrich III. an den Söldnerführer Andreas Baumkircher verpfändet, der sie 1461 samt der Herrschaft in seinen Besitz übernahm, zu einer starken Festungsanlage ausgebaut und Stadtschlaining als bürgerliche Siedlung gegründet. Nach einer Fehde mit Kaiser Friedrich III. wurde Baumkircher 1471 hingerichtet. Nach dem Aussterben der Baumkirchers fiel sie ab 1544 der ungarischen Magnatenfamilie Batthyány zu. Bei der zweiten Türkenbelagerung von 1683 schloss sich Christoph Batthány den Belagerern an. Dies brachte den Batthánys nach der türkischen Niederlage einen ungeheuren Machtverlust ein. Die Burg Schlaining verlor somit an Bedeutung. In der zweiten Hälfte des 17. Jahrhunderts kam es zur Ansiedlung von Juden in Schlaining, welche unter dem besonderen Schutz der Batthánys standen. 1922 verließ der letzte Rabbiner Schlaining und übersiedelte in die Filialgemeinde Oberwart. An diese Gemeinde erinnern heute noch die als Bibliothek genutzte Synagoge und zwei jüdische Friedhöfe.

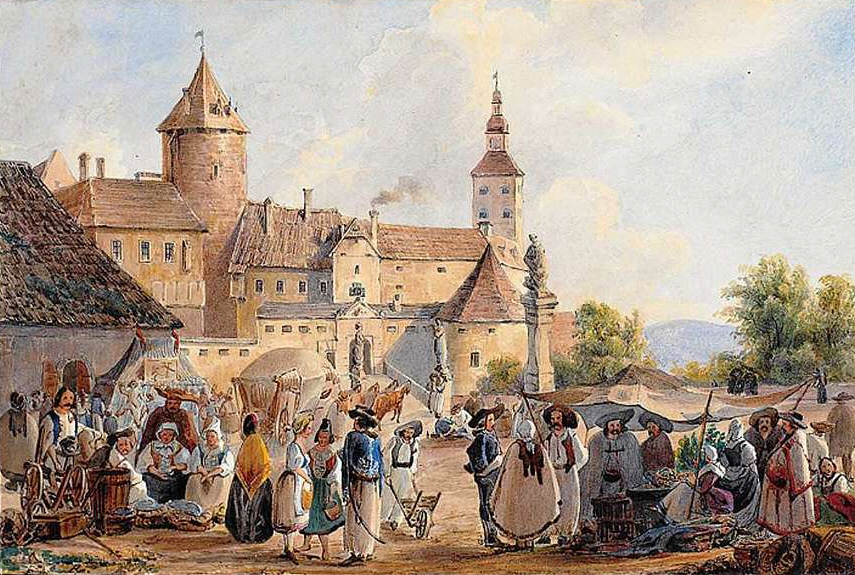
Burg Schlaining Mitte des 19. Jahrhunderts

Der Ort gehörte wie das gesamte Burgenland bis 1920/21 zu Ungarn (Deutsch-Westungarn). Seit 1898 musste aufgrund der Magyarisierungspolitik der Regierung in Budapest der ungarische Ortsname Városszalóna verwendet werden. Nach Ende des Ersten Weltkriegs wurde nach zähen Verhandlungen Deutsch-Westungarn in den Verträgen von St. Germain und Trianon 1919 Österreich zugesprochen. Laut Volkszählung von 1934 lebten noch 19 jüdische Bürger in Stadtschlaining, darunter Gisela und Eduard Löwy, die am Rochusplatz Nr. 3 und 4 eine Gemischtwarenhandlung betrieben. Die Familie wurde Im Frühjahr 1938 von den Nationalsozialisten aus dem Ort vertrieben, die jüdischen Geschäfte beschlagnahmt und von sogenannten „Ariseuren“ in Besitz genommen.
Der Ort gehört seit 1921 zum neu gegründeten Bundesland Burgenland (siehe auch Geschichte des Burgenlandes). Stadtgemeinde ist Stadtschlaining seit 1991 (durch VO 80).
1988 bis 2014 befand sich die European Peace University in der Stadt. Sie war 1995 Mitveranstalterin der internationalen Konferenz „Gegen Rassismus, Gewalt und Diskriminierung“, deren Ergebnis die Deklaration von Schlaining war.

## Kultur und Sehenswürdigkeiten
- Burg Schlaining; Sitz der Friedensuniversität, Europäisches Museum für Frieden
- Der dreiseitige Stadtmauerring ist gut erhalten und denkmalgeschützt.
- Katholische Pfarrkirche Stadtschlaining
- Katholische Pfarrkirche Neumarkt im Tauchental
- Evangelische Pfarrkirche Stadtschlaining
- Synagoge Stadtschlaining mit der heutigen Nutzung als Friedensbibliothek
- Jüdischer Friedhof Stadtschlaining (neu)
- Bergbaumuseum Goberling

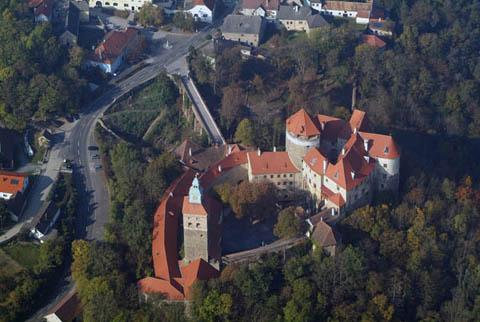
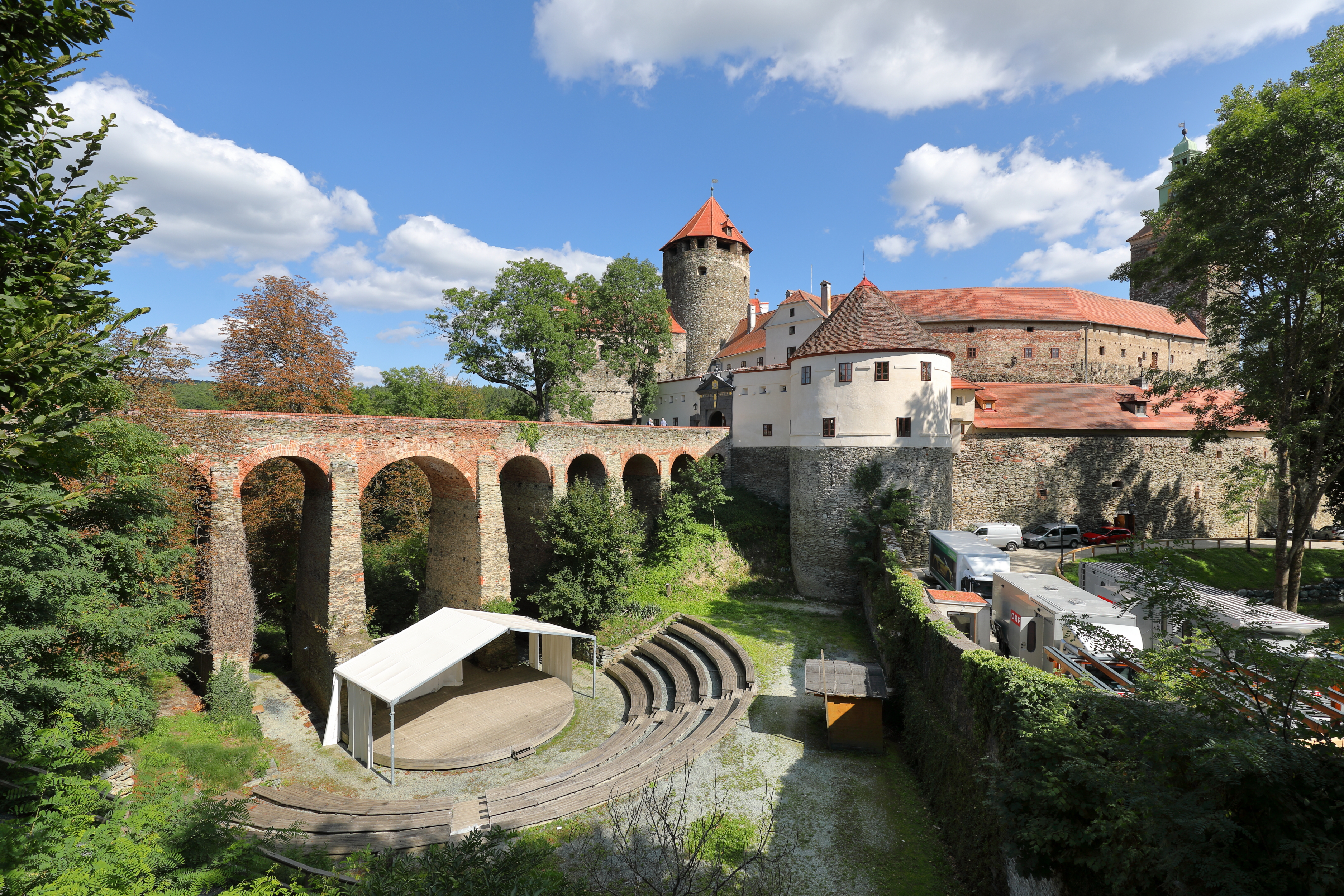
Burg mit Burggraben
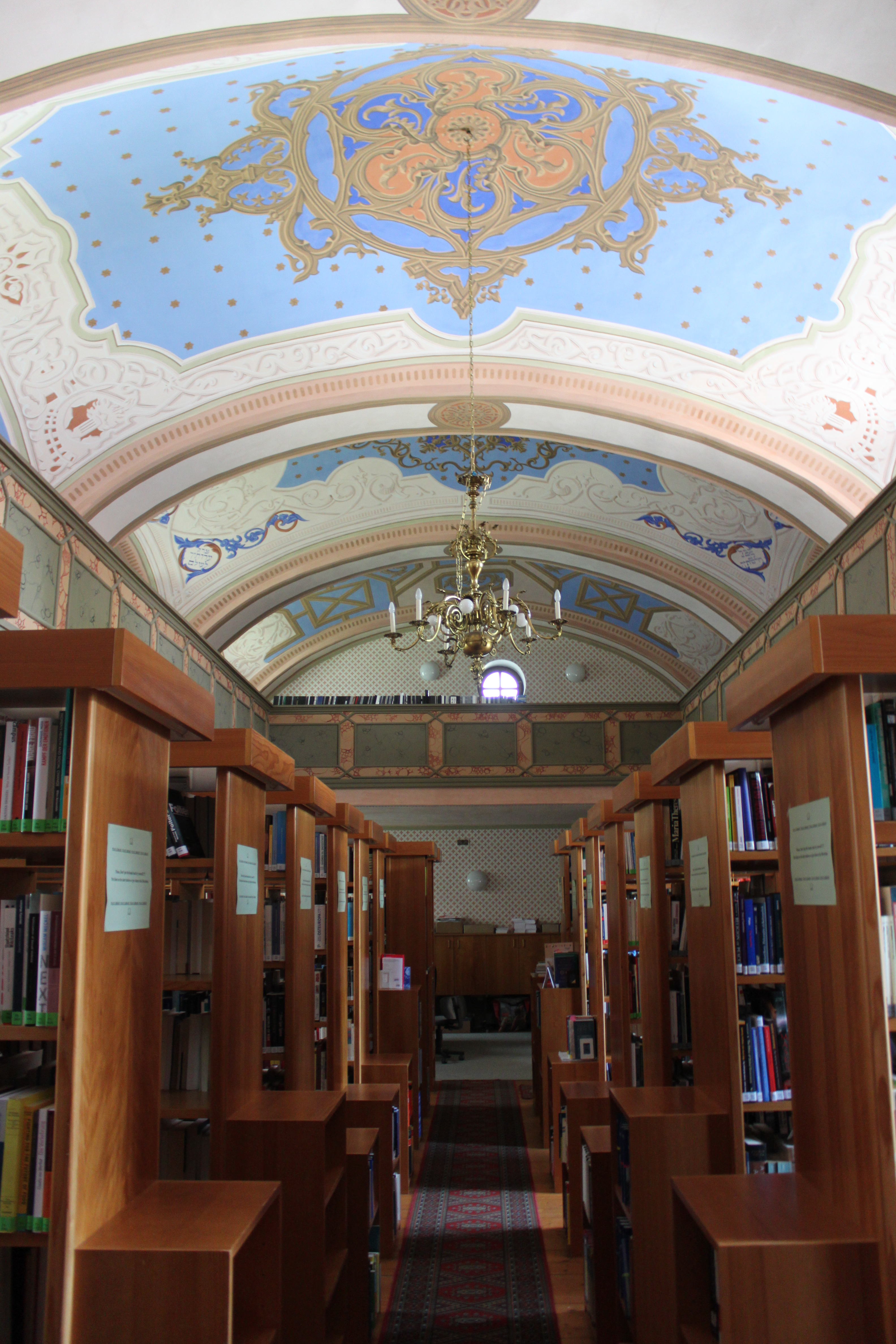
Synagoge
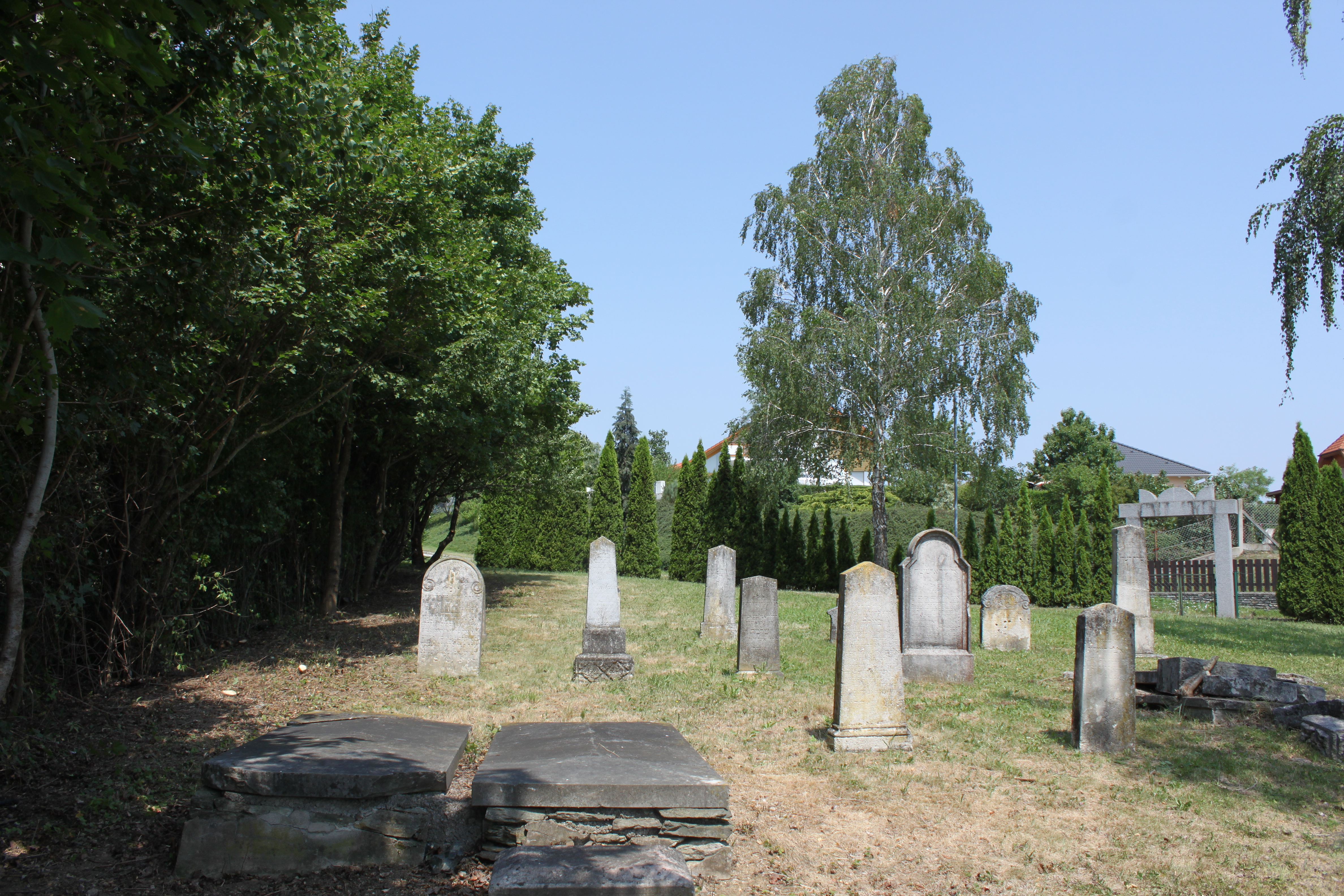
Jüdischer Friedhof

## Wirtschaft und Infrastruktur

### Wirtschaft
Von den 103 landwirtschaftlichen Betrieben des Jahres 2010 waren fünf Haupterwerbsbetriebe, im Jahr 1999 waren es noch fünfzehn. Im Produktionssektor ging die Anzahl der Baufirmen von 2001 bis 2011 um eine zurück. Im gleichen Zeitraum sank die Beschäftigtenzahl von 47 auf 18.
| Wirtschaftssektor            | Anzahl Betriebe | Anzahl Betriebe | Erwerbstätige | Erwerbstätige |
| Wirtschaftssektor            | 2011            | 2001            | 2011          | 2001          |
| ---------------------------- | --------------- | --------------- | ------------- | ------------- |
| Land- und Forstwirtschaft 1) | 103             | 152             | 16            | 16            |
| Produktion                   | 12              | 15              | 46            | 71            |
| Dienstleistung               | 87              | 78              | 271           | 234           |

1) Betriebe mit Fläche in den Jahren 2010 und 1999

### Bildung
- seit 1982 Österreichisches Studienzentrum für Frieden und Konfliktlösung
- 2010–2013 European Peace University
- In Stadtschlaining gibt es einen Kindergarten und eine Volksschule.[9]

## Politik

### Gemeinderat
Der Gemeinderat umfasst aufgrund der Anzahl der Wahlberechtigten insgesamt 21 Mitglieder.
| Partei          | 2022             | 2022             | 2022             | 2017             | 2017             | 2017             | 2012             | 2012             | 2012             | 2007             | 2007             | 2007             | 2002             | 2002             | 2002             | 1997             | 1997             | 1997             |
| Partei          | Sti.             | %                | M.               | Sti.             | %                | M.               | Sti.             | %                | M.               | Sti.             | %                | M.               | Sti.             | %                | M.               | Sti.             | %                | M.               |
| --------------- | ---------------- | ---------------- | ---------------- | ---------------- | ---------------- | ---------------- | ---------------- | ---------------- | ---------------- | ---------------- | ---------------- | ---------------- | ---------------- | ---------------- | ---------------- | ---------------- | ---------------- | ---------------- |
| SPÖ             | 852              | 66,77            | 14               | 913              | 66,94            | 15               | 845              | 58,40            | 13               | 658              | 45,01            | 9                | 631              | 44,06            | 10               | 557              | 41,02            | 9                |
| ÖVP             | 398              | 31,19            | 7                | 408              | 29,91            | 6                | 450              | 31,10            | 6                | 668              | 45,69            | 10               | 747              | 52,16            | 11               | 706              | 51,99            | 11               |
| KLART           | 26               | 2,04             | 0                | nicht kandidiert | nicht kandidiert | nicht kandidiert | nicht kandidiert | nicht kandidiert | nicht kandidiert | nicht kandidiert | nicht kandidiert | nicht kandidiert | nicht kandidiert | nicht kandidiert | nicht kandidiert | nicht kandidiert | nicht kandidiert | nicht kandidiert |
| FPÖ             | nicht kandidiert | nicht kandidiert | nicht kandidiert | 43               | 3,15             | 0                | nicht kandidiert | nicht kandidiert | nicht kandidiert | nicht kandidiert | nicht kandidiert | nicht kandidiert | 54               | 3,77             | 0                | 95               | 7,00             | 1                |
| BLS A1          | nicht kandidiert | nicht kandidiert | nicht kandidiert | nicht kandidiert | nicht kandidiert | nicht kandidiert | 152              | 10,50            | 2                | nicht kandidiert | nicht kandidiert | nicht kandidiert | nicht kandidiert | nicht kandidiert | nicht kandidiert | nicht kandidiert | nicht kandidiert | nicht kandidiert |
| FBL             | nicht kandidiert | nicht kandidiert | nicht kandidiert | nicht kandidiert | nicht kandidiert | nicht kandidiert | nicht kandidiert | nicht kandidiert | nicht kandidiert | 136              | 9,30             | 2                | nicht kandidiert | nicht kandidiert | nicht kandidiert | nicht kandidiert | nicht kandidiert | nicht kandidiert |
| Wahlberechtigte | 1773             | 1773             | 1773             | 1743             | 1743             | 1743             | 1833             | 1833             | 1833             | 1849             | 1849             | 1849             | 1778             | 1778             | 1778             | 1737             | 1737             | 1737             |
| Wahlbeteiligung | 78,91 %          | 78,91 %          | 78,91 %          | 84,22 %          | 84,22 %          | 84,22 %          | 85,22 %          | 85,22 %          | 85,22 %          | 86,48 %          | 86,48 %          | 86,48 %          | 88,36 %          | 88,36 %          | 88,36 %          | 89,81 %          | 89,81 %          | 89,81 %          |

### Stadtrat
Neben Bürgermeister Markus Szelinger (SPÖ) und Vizebürgermeister Hans Walter Bieler (SPÖ) gehören weiters Manuela Eberwein (SPÖ), Christian Osztovits (ÖVP), Gerald Rohr (ÖVP), Jürgen Trattner (SPÖ) und Waltraud Weschitz (SPÖ) dem Stadtrat an.
Manuela Eberwein (SPÖ) wurde zudem zur Umweltgemeinderätin gewählt.

### Bürgermeister
Bürgermeister ist seit der Bürgermeisterdirektwahl am 7. Oktober 2012 Markus Szelinger (SPÖ). Bei den Gemeinderatswahlen 2012 verlor die ÖVP vier Mandate und fiel auf sechs zurück, die SPÖ stieg von neun auf dreizehn Mandate. Die ÖVP-Kandidatin Evelin David, die die Nachfolge von Herbert Dienstl, der seit 2007 der Stadtgemeinde vorstand, antreten sollte, kam auf 27,11 %, während der ebenfalls neu angetretene Szelinger im ersten Wahlgang mit 64,11 % gewann, der dritte Bewerber war Wagner (BLS), der über 8,78 % nicht hinauskam. Bei der Wahl am 1. Oktober 2017 wurde Szelinger mit 74,08 % als Bürgermeister bestätigt. Gerald Rohr (ÖVP) kam auf 23,98 % und Gerhard Pichelbauer (FPÖ) auf 1,94 %.
Bei der Wahl 2022 wurde Markus Szelinger mit 70,55 Prozent der Stimmen im Amt bestätigt.
Leiter des Stadtamts ist Wolfgang Hotwagner.

#### Liste der Bürgermeister
- 1992–2006 Alfred Rohr (ÖVP)
- 2007–2012 Herbert Dienstl (ÖVP)
- seit 2012 Markus Szelinger (SPÖ)

## Persönlichkeiten

### Söhne und Töchter der Stadt
- Alfred Weichselberger (1919–2009), Landwirt und Politiker (SPÖ)
- Karl Pfeiler (1920–1990), Architekt
- Rudolf Kedl (1928–1991), Bildhauer
- Eugen Kedl (1933–2008), Fotograf

### Mit der Stadt verbundene Persönlichkeiten
- Andreas Baumkircher (um 1420–1471), Freiherr von Schlaining, kaiserlicher Heerführer
- Alfred Rohr (* 1945), Politiker (ÖVP)
- Paul Weiland (1949–2015), evangelisch-lutherischer Theologe